# Melanthoides partitus
Melanthoides partitus is een keversoort uit de familie kniptorren (Elateridae). De wetenschappelijke naam van de soort is voor het eerst geldig gepubliceerd in 1897 door Ernest Candèze.